# شهرداری محمدیه (الجزایر)
شهرداری محمدیه (الجزایر) (به عربی: بلدية المحمدية) یک شهرداری در الجزایر است که در استان الجزیره واقع شده‌است.